# ليفيت هنت
ليفيت هنت (بالإنجليزية: Leavitt Hunt)‏ هو محامي ومصور أمريكي، ولد في 16 فبراير 1831 في براتلبورو في الولايات المتحدة، وتوفي في 16 فبراير 1907 في ويذرسفيلد في الولايات المتحدة.